# Палмдейл
Палмдейл (англ. Palmdale) — город, расположенный в округе Лос-Анджелес, Калифорния, США.
Палмдейл получил статус города 24 августа 1962 года. Общая площадь составляет 272,20 км².
Палмдейл фактически уже давно слился со своим ближайшим соседом — Ланкастер, образуя единое целое. Но по сугубо административному признаку всемирная известность и звание «аэрокосмической столицы» Америки принадлежат Палмдейлу.

## Население
Население города, по данным переписи 2008 года, составляет 147 897 человек, что делает Палмдейл шестым по численности населения в округе. Входит в число самых быстрорастущих городов Соединённых Штатов.